# Lamont Peterson
Lamont Peterson est un boxeur américain né à Washington le 24 janvier 1984.

## Carrière
Vainqueur des Golden Gloves en 2001 dans la catégorie poids légers, il passe professionnel en 2004 et bat aux points le 10 décembre 2011 le britannique Amir Khan, champion du monde des poids super-légers WBA et IBF. Destitué après le combat par la WBA à la suite d'un contrôle antidopage positif, Peterson conserve étonnement son titre IBF puis bat son compatriote Kendall Holt au 8e round le 22 février 2013. Il est en revanche battu dans un combat sans titre en jeu par l'argentin Lucas Matthysse par arrêt de l'arbitre au 3e round le 18 mai 2013.
L'américain conserve ensuite son titre le 25 janvier 2014 en dominant aux points le canadien Dierry Jean puis il bat par arrêt de l'arbitre au 10e round Edgar Santana le 9 août 2014. Peterson est finalement destitué par l'IBF le 11 avril 2015 en préférant affronter Danny Garcia, champion WBA et WBC de la catégorie, dans un combat sans titre en jeu qu'il perdra aux points.